# プランクの法則

黒体放射スペクトル

プランクの法則（プランクのほうそく、英: Planck's law）は、黒体放射のスペクトルに関する法則であり、量子力学の基本法則のひとつである。プランクの公式とも呼ばれる。この公式から導かれるスペクトルと温度特性は、全波長領域において、熱放射の実験結果から予想される黒体放射のスペクトルと一致する。
1900年、ドイツの物理学者マックス・プランクによって導かれた。プランクはこの法則の導出を考える中で、物体が光を吸収または放射する時、そのエネルギーは、エネルギー素量（現在ではエネルギー量子と呼ばれている）ε = hν の整数倍でなければならないと仮定した。この量子仮説（量子化）は、その後の量子力学の幕開けに大きな影響を与えた。
より一般的な導入として、黒体の項目も参照

## 概要
プランクの法則において、黒体から輻射される電磁波の分光放射輝度は、周波数 ν と温度 T の関数として
{\displaystyle I(\nu ,T)={\frac {2h\nu ^{3}}{c^{2}}}{\frac {1}{\mathrm {e} ^{h\nu /kT}-1}}}
と表すことができる。ただし、ここで分光放射輝度 I (ν, T) は、放射面の単位面積、立体角、周波数あたりの放射束を表しており、h はプランク定数、k はボルツマン定数、c は光速度を表す。分光放射輝度 I(ν, T) は hν = 2.82 kT の位置にピークをもち、高周波数においては指数関数的に、低周波数においては多項式的に減少する。
また、分光放射輝度を全立体角について積分することで、分光エネルギー密度に関して
{\displaystyle u(\nu ,T)={\frac {4\pi }{c}}I(\nu ,T)={\frac {8\pi h\nu ^{3}}{c^{3}}}{\frac {1}{\mathrm {e} ^{h\nu /kT}-1}}}
と表すこともできる。ここで分光エネルギー密度 u は単位体積、単位周波数あたりのエネルギーの次元（単位は J/(m3 Hz)）を持ち、周波数が ν と ν+dν の間に存在する単位体積あたりのエネルギーは u(ν, T) dν によって与えられる。この式を周波数について積分すれば、全エネルギー密度を得る。黒体の輻射場は光子気体と考えることができ、その場合、全エネルギー密度は光子気体の熱平衡状態を指定する状態量の一つとなる。
プランクの法則において、分光放射輝度は波長 λ の関数として
{\displaystyle I'(\lambda ,T)={\frac {2hc^{2}}{\lambda ^{5}}}{\frac {1}{\mathrm {e} ^{hc/\lambda kT}-1}}}
という形であらわすこともできる。
ここで波長と周波数は λ = c/ν という関係式によって結びついている。この関数は hc = 4.97 λkT の位置にピークをもつ。これはヴィーンの変位則でより一般的に用いられるピークである。
また、分光エネルギー密度についても、波長が λ と λ+dλ の間にあるエネルギー密度を u' (λ, T) dλ とし、波長 λ の関数として表示すれば、
{\displaystyle u'(\lambda ,T)={\frac {4\pi }{c}}I'(\lambda ,T)={\frac {8\pi hc}{\lambda ^{5}}}{\frac {1}{\mathrm {e} ^{hc/\lambda kT}-1}}}
と表すこともできる。ここで分光エネルギー密度 u' は単位体積、単位波長あたりのエネルギーである。
周波数範囲 [ν1, ν2] または波長範囲 [λ2, λ1] = [c/ν2, c/ν1] において放射される放射輝度は、I(ν, T) または I' (λ, T) の積分として求められる。
{\displaystyle \int _{\nu _{1}}^{\nu _{2}}I(\nu ,T)\,\mathrm {d} \nu =\int _{\lambda _{2}}^{\lambda _{1}}I'(\lambda ,T)\,\mathrm {d} \lambda }
なお、周波数が増加するとき波長は減少するため、2つの積分では上限・下限が入れ替わっている。
次の表に、数式の中に現れるそれぞれの記号の定義とSI単位・cgs単位を示す。
| 記号  | 意味                                                                             | 国際単位系                                     | cgs単位系                                             |
| ----- | -------------------------------------------------------------------------------- | ---------------------------------------------- | ----------------------------------------------------- |
| I, I' | 分光放射輝度 または エネルギー（単位時間、表面積、立体角、周波数（波長）あたり） | J⋅s−1⋅m−2⋅sr−1⋅Hz−1, または J⋅s−1⋅m−2⋅sr−1⋅m−1 | erg⋅s−1⋅cm−2⋅Hz−1⋅sr−1, または erg⋅s−1⋅cm−2⋅sr−1⋅cm−1 |
| ν     | 周波数                                                                           | ヘルツ (Hz)                                    | ヘルツ                                                |
| λ     | 波長                                                                             | メートル (m)                                   | センチメートル (cm)                                   |
| T     | 黒体の温度                                                                       | ケルビン (K)                                   | ケルビン                                              |
| h     | プランク定数                                                                     | ジュール⋅秒 (J⋅s)                              | エルグ⋅秒 (erg⋅s)                                     |
| c     | 光速                                                                             | メートル毎秒 (m/s)                             | センチメートル毎秒 (cm/s)                             |
| e     | 自然対数の底, 2.718281...                                                        | 無次元量                                       | 無次元量                                              |
| k     | ボルツマン定数                                                                   | ジュール毎ケルビン (J/K)                       | エルグ毎ケルビン (erg/K)                              |

## 歴史的背景
1859年、キルヒホッフは黒体の放射する輻射場の熱平衡分布は温度のみに依存することを明らかにし、その翌年、空洞放射が理想的な黒体輻射を実現することを示した。それ以降、ある温度 T における黒体輻射のエネルギー密度の分布を振動数 ν（もしくは波長 λ = c/ν）の関数として求めることが、実験と理論の両面から活発に進められた。プランクの公式以前、黒体輻射の分布式としては、レイリー・ジーンズの公式とヴィーンの公式が考案されていた。ヴィーンの公式はヴィルヘルム・ヴィーンが1896年に発表した公式であり、短波長（高周波数）領域においては実験データと一致するものの、長波長（低周波数）では一致しなかった。一方、レイリー・ジーンズの公式（1900年に不完全な形でレイリーが発表）は反対に長波長（低周波数）領域で実験結果とよい一致を示すものの、短波長（高周波数）領域では合わなかった。
マックス・プランクは1900年10月（論文発行は1901年）に、ヴィーンの公式より良い公式を得ようとする過程でプランクの公式を考案した。プランクによるこの公式は、全ての波長領域において非常によく実験データと一致した。次に、この法則の導出方法を構築する過程で、プランクは物質中の荷電振動子の異なるモードについて、電磁エネルギー分布を考えた。これらの振動子のエネルギーが離散的になっていると仮定したところ、プランクの法則を導出することができた。具体的には、エネルギーは振動数 ν に比例するエネルギー素量（エネルギー量子） E、すなわち
{\displaystyle E=h\nu }
の整数倍の値のみ取りうるということである。
プランクはこの量子化の仮定を、アルベルト・アインシュタインが光電効果の説明のために光子の存在を仮定するよりも5年前に行っていた。この時点では、プランクは量子化は空洞壁面にあるであろう微小の共鳴子（resonator、現在でいう原子）にのみ適用されるものであり、光それ自身が離散的なエネルギーの束や塊を伝播する性質を有しているとは仮定しなかった。更には、プランクはこの仮定にはなんら物理的重要性はなく、公式を導くための単なる数学的な道具に過ぎないと考えていた。しかしながら、エネルギーの量子化は物理学史上、初めて導入された量子論的概念であり、その後の量子力学の形成に大きな役割を果たした。プランクによるエネルギーの量子化仮説とアインシュタインの光量子仮説は、ともに量子力学の発展における基礎となっている。
なお、プランクの公式では黒体は全ての周波数の電磁波を放出するとしているが、これは非常に多数の光子が測定される実験でのみ実際に適用できる。例えば室温 (300 K) における表面積が1平方メートルの黒体は、1000年に一度程度しか可視領域の光子を放出せず、よって通常の実験などにおいては黒体は室温では可視光線を放出されないといっても差し支えない。実験データからプランクの法則を導出する際などのこの事実の重要性についてはで議論されている。

## 他の輻射法則との関係

温度 8 mK における黒体放射の、ヴィーン、プランク、レイリーの3式の比較

以下にあげるように、プランクの法則から他の黒体輻射の近似的公式を導くことができる。
{\displaystyle h\nu \gg kT}を満たす高周波数（短波長）においては
{\displaystyle {\begin{aligned}I(\nu ,T)\sim {\frac {2h\nu ^{3}}{c^{2}}}e^{-h\nu /kT},\\I'(\lambda ,T)\sim {\frac {2hc^{2}}{\lambda ^{5}}}e^{-hc/\lambda kT}\end{aligned}}}
となり、ヴィーンの放射法則に漸近する。
また、{\displaystyle h\nu \ll kT}を満たす低周波数（長波長）においては
{\displaystyle {\begin{aligned}I(\nu ,T)\sim {\frac {2\nu ^{2}}{c^{2}}}kT,\\I'(\lambda ,T)\sim {\frac {2c}{\lambda ^{4}}}kT\end{aligned}}}
となり、レイリー・ジーンズの法則に漸近する。
また、プランクの法則の周波数（波長）についての積分
{\displaystyle j^{\star }(T)=\int _{0}^{\infty }I(\nu ,T)\mathrm {d} \nu \int \mathrm {d} \Omega =\pi \int _{0}^{\infty }I(\nu ,T)\mathrm {d} \nu =\sigma T^{4},\quad \sigma ={\frac {2\pi ^{5}k^{4}}{15c^{2}h^{3}}}}
より、単位面積、単位時間当たりに放出される輻射場のエネルギーが T4 に比例するというシュテファン＝ボルツマンの法則が得られる。
さらに、{\displaystyle \partial I'(\lambda ,T)/\partial \lambda =0} よりプランクの法則の分光放射輝度 I' (λ, T) が最大となる波長 λ を求めることにより、ヴィーンの変位則が得られる。

## 原子による輻射場の吸収・放出

原子の2準位系における輻射場の吸収と放出の過程。係数 B_{12}で表される誘導吸収により、原子は輻射場を吸収し、準位1から準位2の状態に遷移する。また、係数 A_{21}で表される自然放出と係数 B_{21}で表される誘導放出により、輻射場を放出して準位2から準位1に遷移する。

空洞炉中の輻射場（電磁場の熱放射）は空洞炉の壁の物質での吸収、放出を介して、熱平衡状態にある。1916年と1917年の論文において、アルベルト・アインシュタインは輻射場が気体分子によって吸収、放出されるとし、その過程の議論からプランクの公式が導かれることを示した。アインシュタインはボーアの原子模型で記述されるように、分子は特定の離散的なエネルギー準位をとる定常状態にあり、輻射場の放出と吸収により、異なるエネルギー準位に遷移するものとした。そして、放出と吸収の遷移確率を導入し、その詳細釣り合いの条件とウィーンの変位則からプランクの公式とボーアの振動数条件が導かれることを示した。なお、この論文の中で、自然放出、誘導放出の概念とそれらを記述するアインシュタインのＡ係数、B係数が初めて導入された。
原子のエネルギー準位が Ei (i =1,2,…) と離散的な値をとるとすると、温度 T にある N 個の原子の集団において、原子がエネルギー Ei の状態にある確率はボルツマン統計によって、
{\displaystyle P_{i}={\frac {g_{i}e^{-E_{i}/kT}}{Z}}}
で与えられる。但し、gi は準位の縮退度、Z は分配関数である。よって、 エネルギー準位 Ei にある原子数 Ni とエネルギー準位 Ej にある原子数 Nj の比は
{\displaystyle {\frac {N_{i}}{N_{j}}}={\frac {N_{i}/N}{N_{j}/N}}={\frac {P_{i}}{P_{j}}}={\frac {g_{i}}{g_{j}}}\exp \left(-{\frac {E_{i}-E_{j}}{kT}}\right)}
となる。ここで特定の2準位 Em、En (Em > En)での輻射場の吸収、放出を考える。下側準位 En にある原子は輻射場の吸収によって上側準位 Em に励起するが、その単位時間当たりの遷確率 Rnm は下側準位にある原子数と輻射強度に比例し、
{\displaystyle R_{nm}=B_{nm}u(\nu ,T)N_{n}}
と表される。この吸収過程は誘導吸収と呼ばれる。逆に上側準位 Em にある原子は輻射場の放出によって、下側準位 En に遷移する。放出の過程には周囲に輻射場が存在せずとも生じる自然放出と輻射場によって誘起される誘導放出が存在する。自然放出は上側準位の原子数、誘導放出は上側準位の原子数と輻射強度の積に比例することから、下側準位への遷移率 Rmn は
{\displaystyle R_{mn}=A_{mn}N_{m}+B_{nm}u(\nu ,T)N_{m}}
と表される。平衡状態では詳細釣り合いの条件 Rmn=Rnm が成り立つことから、
{\displaystyle u(\nu ,T)={\frac {A_{mn}N_{m}}{B_{nm}N_{n}-B_{mn}N_{m}}}={\frac {A_{mn}}{B_{nm}{\frac {g_{n}}{g_{m}}}e^{\frac {E_{m}-E_{n}}{kT}}-B_{mn}}}}
が得られる。u(ν, T) が温度の増大とともに無限大になる条件から
{\displaystyle g_{n}B_{nm}=g_{m}B_{mn}}
であり、さらに u(ν, T)=ν3f(ν/T) の関数形であるというウィーンの法則の結果から、
{\displaystyle {\frac {A_{mn}}{B_{mn}}}=\alpha \nu ^{3}} (α: 定数）
とボーアの振動数条件
{\displaystyle E_{m}-E_{n}=h\nu _{mn}}
が成り立つ。その帰結としてプランクの公式
{\displaystyle u(\nu ,T)={\frac {\alpha \nu ^{3}}{e^{h\nu /kT}-1}}}
が得られる。

## 光子の統計性
現代的な観点からは、輻射場を熱平衡状態にある光子（光量子）の集団として扱い、その量子論的な統計性を考慮することでプランクの公式が導かれる。光子はスピンが1の質量のないボーズ粒子であり、ボーズ統計に従う。ボーズ統計では同種粒子は区別できず、任意個の粒子が同じエネルギー状態をとることができる。また、その分布はボーズ＝アインシュタイン分布で与えられる。光子の粒子数は原子からの放出・吸収で保存されず、光子に化学ポテンシャルをゼロとするボーズ＝アインシュタイン分布を適用することでプランクの公式が導かれる。ボーズ統計の導入とボーズ統計からのプランクの公式の導出はインドの物理学者サティエンドラ・ボースによって、与えられた
。1924年、ボースはアルベルト・アインシュタインに手紙ともに論文の原稿を送り、ドイツ語への翻訳と出版を依頼した。ボースはこの論文で、光子の1粒子相空間を体積 h3 のセルに分割し、各セルの中で光子が取りうる状態数を数え上げ、光子の統計性から黒体輻射におけるプランクの公式が導けることを示した。この議論の中で同種粒子は識別できず、同じ状態を任意個の粒子が占められるという性質、すなわち、ボーズ統計が導入された。アインシュタインはこの論文の重要性を認め、ボース単著の論文として、ドイツの学術誌 Zeitschrift für Physikで出版した。アインシュタイン自身もこの結果に触発され、この統計性を粒子数が保存される単原子理想気体に拡張し、より一般的な形でのボーズ＝アインシュタイン分布を導いた  。

## 導出
以下のプランクの法則の導出はなどでみられる。より一般的な導出は箱の中の気体を参照。
伝導壁をもち電磁波で満たされた一辺の長さ L の立方体を考える。立方体の壁では、電場の平行成分と磁場の直交成分はあってはならない。箱の中の粒子の波動関数との類似により、場は周期的な関数の重ね合わせとして表される。壁に直行する3つの方向についての3つの波長 λ1, λ2, λ3 は
{\displaystyle \lambda _{i}={\frac {2L}{n_{i}}}}
となる。ここで ni は整数である。ni のそれぞれの組について、2つの線型独立な解（モード）がある。量子論にしたがい、一つのモードのエネルギー準位は
{\displaystyle E_{n_{1},n_{2},n_{3}}\left(r\right)=\left(r+{\frac {1}{2}}\right){\frac {hc}{2L}}{\sqrt {n_{1}^{2}+n_{2}^{2}+n_{3}^{2}}}\qquad {\mbox{(1)}}}
によって与えられる。
量子数 r はモードの中の光子数に対応している。ni のそれぞれの組の2つのモードはスピン1をもつ光子の2つの偏光状態に対応している。ここで注意すべきは、r = 0 においてもモードのエネルギーは零ではないことである。この電磁場の真空エネルギーはカシミール効果によるものである。これ以降、温度 T の箱の内部エネルギーを真空エネルギーとの相対値で計算してゆく。
統計力学に従い、特定のモードのエネルギー準位についての確率分布はカノニカル分布になる
{\displaystyle P_{r}={\frac {\exp \left(-\beta E\left(r\right)\right)}{Z\left(\beta \right)}}}
で与えられる。ここでβは
{\displaystyle \beta \ {\stackrel {\mathrm {def} }{=}}\ 1/\left(kT\right)}
で定義される逆温度である。
分母 Z(β) は単モードの分配関数であり、Pr を正しく規格化する。
{\displaystyle Z\left(\beta \right)=\sum _{r=0}^{\infty }\exp(-\beta E(r))={\frac {1}{1-\exp(-\beta \varepsilon )}}}
ここで
{\displaystyle \varepsilon \ {\stackrel {\mathrm {def} }{=}}\ {\frac {hc}{2L}}{\sqrt {n_{1}^{2}+n_{2}^{2}+n_{3}^{2}}}}
は単一光子のエネルギーである。あるモードにおける平均エネルギーは分配関数によって
{\displaystyle \left\langle E\right\rangle =-{\frac {\mathrm {d} (\log Z)}{\mathrm {d} \beta }}={\frac {\varepsilon }{\exp \left(\beta \varepsilon \right)-1}}}
のように表される。
これはボース＝アインシュタイン統計に従う粒子の場合の公式である。全光子数に制限がないため、化学ポテンシャル μ は零である。
箱の中の全エネルギーはあり得る全単一光子状態についての総和 {\displaystyle \left\langle E\right\rangle } に従う。これは L が無限大となる熱力学的極限において厳密に成り立つ。この極限では ε は連続となり、よって {\displaystyle \left\langle E\right\rangle } をεについて積分することができる。この方法により箱の中の全エネルギーを計算するには、与えられたエネルギー範囲にどの程度の光子状態があるのかを評価する必要がある。今エネルギー ε と ε+dε の間にある単一光子状態の総数を g(ε) dε と表すとする。ここで g(ε) は評価しようとする状態密度である。この場合には
{\displaystyle U=\int _{0}^{\infty }{\frac {\varepsilon }{\exp \left(\beta \varepsilon \right)-1}}g(\varepsilon )\,\mathrm {d} \varepsilon \qquad {\mbox{(2)}}}
と書くことができる。
状態密度を計算するためには、等式(1)を
{\displaystyle \varepsilon \ {\stackrel {\mathrm {def} }{=}}\ {\frac {hc}{2L}}n}
と書き換える。ここで n はベクトルのノルム（長さ）
{\displaystyle n={\sqrt {n_{1}^{2}+n_{2}^{2}+n_{3}^{2}}}}
である。
零以上の整数成分のベクトル {\displaystyle {\vec {n}}} について、それぞれ2つの光子状態がある。言い換えると、ある n-空間領域での光子状態の数は、その領域の体積の2倍である。dε のエネルギー範囲は n-空間では dn = (2L/hc) dε の厚さの殻に対応する。{\displaystyle {\vec {n}}} の要素は符号が正でなくてはならないため、この殻は丁度球の八分の一領域にわたる。よってエネルギー範囲 dε にある光子状態の数 g(ε) dε は
{\displaystyle g(\varepsilon )\,\mathrm {d} \varepsilon =2{\frac {1}{8}}4\pi n^{2}\,\mathrm {d} n={\frac {8\pi L^{3}}{h^{3}c^{3}}}\varepsilon ^{2}\,\mathrm {d} \varepsilon }
で与えられる。
この式を方程式 (2) に代入して
{\displaystyle U=L^{3}{\frac {8\pi }{h^{3}c^{3}}}\int _{0}^{\infty }{\frac {\varepsilon ^{3}}{\exp \left(\beta \varepsilon \right)-1}}\,\mathrm {d} \varepsilon \qquad {\mbox{(3)}}}
を得る。
この方程式から、周波数の関数 u(ν, T) または波長の関数 u(λ, T) として分光エネルギー密度を容易に導出することができる。
{\displaystyle {\frac {U}{L^{3}}}=\int _{0}^{\infty }u(\nu ,T)\,d\nu }
ここで
{\displaystyle u(\nu ,T)={8\pi h\nu ^{3} \over c^{3}}{1 \over e^{h\nu /kT}-1}}
である。この u(ν, T) は黒体スペクトルとして知られる。これが単位周波数、単位体積あたりの分光エネルギー密度の関数である。
更に
{\displaystyle {\frac {U}{L^{3}}}=\int _{0}^{\infty }u'(\lambda ,T)\,\mathrm {d} \lambda }
も導くことができる。ここで
{\displaystyle u'(\lambda ,T)={8\pi hc \over \lambda ^{5}}{1 \over e^{hc/\lambda kT}-1}}
である。
これは同様に、単位波長、単位体積あたりの分光エネルギー密度の関数である。ボース気体とフェルミ気体の計算に現れるこの形の積分は多重対数関数によって表される。しかし今回の場合には閉形式の積分を初等関数を用いて表すことができる。方程式 (3) において
{\displaystyle \varepsilon =kTx}
と置換すると、積分変数を無次元量の割り算にすることができ
{\displaystyle u(T)={\frac {8\pi (kT)^{4}}{(hc)^{3}}}J}
である。ここで J は
{\displaystyle J=\int _{0}^{\infty }{\frac {x^{3}}{\exp \left(x\right)-1}}\,dx={\frac {\pi ^{4}}{15}}}
によって与えられる。
よって箱の中の全電磁エネルギーは
{\displaystyle {U \over V}={\frac {8\pi ^{5}(kT)^{4}}{15(hc)^{3}}}}
によって与えられる。ここで V = L3 は箱の体積である。（註: これはシュテファン＝ボルツマンの法則ではない。すなわち、黒体によって放射される全エネルギーではない）放射は全方向 4π に等しく起き、またその伝播速度は光速 c であるため、分光放射輝度は
{\displaystyle I(\nu ,T)={\frac {u(\nu ,T)\,c}{4\pi }}}
である。よって
{\displaystyle I(\nu ,T)={\frac {2h\nu ^{3}}{c^{2}}}~{\frac {1}{e^{h\nu /kT}-1}}}
を得る。
この式を波長についての I' (λ, T) の形式へと変換するためには、ν を c/λ で置き換え、
{\displaystyle I'(\lambda ,T)=I(\nu ,T)\left|{\frac {d\nu }{d\lambda }}\right|}
の式を計算する。

## 百分率
プランクの法則のグラフの形状は温度に依存しない。よって波長に温度をかけた値を基準として、全放射輝度の百分位点を示すことができる。以下の表では、1行目は放射輝度の百分位点、2行目には対応する波長に温度をかけた値 x = λT [μm⋅K] を示した。例えば、20% の 2676 というのは、0 - 2676 [μm⋅K] が全放射輝度の 20% を占めるということを意味している。
| 百分位点      | 10%  | 20%  | 25.0% | 30%  | 40%  | 41.8% | 50%  | 60%  | 64.6% | 70%  | 80%  | 90%  |
| x = λT [μm⋅K] | 2195 | 2676 | 2898  | 3119 | 3582 | 3670  | 4107 | 4745 | 5099  | 5590 | 6864 | 9376 |

波長と周波数のピークはそれぞれ 25.0 % と 64.6 % にあり、表中に太字で示した。41.8 % の点は波長と周波数の中間ピークである。これらはそれぞれ、プランクの式のうち 1/λ5, ν3, (ν/λ)2 が最大となる点である。
どのピークを用いるかは応用する場合による。便利な選択は、ヴィーンの変位則による25.0%の波長ピークである。いくつかの目的には、全放射輝度を1/2に分ける中央値（50 % の点）がより適している。放射輝度は短波長では指数的に、長波長では多項式的に減少するため、後者は波長ピークよりも周波数ピークにより近い。同じ理由により、中間ピークは中央値よりも短い波長に位置する。
太陽は T = 5778 K の黒体放射体とする近似が非常によく成り立ち、10 % - 90 % の百分位点を以下のように表にすることができる。2行目はナノメートル単位の波長である。
| 百分位点  | 10% | 20% | 25.0% | 30% | 40% | 41.8% | 50% | 60% | 64.6% | 70% | 80%  | 90%  |
| 波長 [nm] | 380 | 463 | 502   | 540 | 620 | 635   | 711 | 821 | 882   | 967 | 1188 | 1623 |

これは大気の上部に到達する放射輝度である。400 nm 以下（紫外線）の放射輝度はおよそ 12 % であり、一方 700 nm 以上（赤外線）は全体の 51 % である。大気はこの分布を大きく変化させる。具体的には大部分の紫外線とかなりの赤外線を吸収し、可視光線の比率を上昇させる。

## 歴史に関する補遺
一部の物理学の教科書を含む、量子理論の説明の多くは、プランクの法則の説明において重大な間違いを犯している。この間違いは1960年代よりも前に物理学史の研究者によって指摘されたものの、現状が示しているようにこの間違いを根絶するのは難しい。Helge Kraghの論文により、実際には何が起きたのかについてのはっきりした説明が与えられた。
広く知られている通説に反し、プランクは光を量子化しなかった。この根拠としては、プランクの1901年のオリジナルの論文と、その中に参考文献としてあげられている彼の1901年以前の論文があげられる。また、著書 "Theory of Heat Radiation" においてプランク定数はヘルツ振動子 (Hertzian oscillator) を示していると説明している。量子化の概念は別の第三者によって、現在では量子力学として知られるものの中に開発された。この流れの中で次に重要な段階を踏んだのはアルベルト・アインシュタインであった。アインシュタインは光電効果を研究し、光は塊や光子として放出されるだけでなく、吸収もされるという模型と方程式を提出した。そして1924年、サティエンドラ・ボースがプランクの法則を理論的に導出することができる光子の統計力学を考え出した。
また別の通説に反し、プランクは紫外発散の問題を解決しようとしてこの法則を導いたわけではなかった。紫外発散とはポール・エーレンフェストによって与えられた用語であり、黒体放射に古典統計力学のエネルギー等配分の法則を適用すると、空洞の全エネルギーが無限大になってしまうという矛盾である。プランクは等配分則が普遍的に成り立っているとは考えておらず、よって「発散」の問題にも気づいていなかった。紫外発散は5年ほど後の1905年にアインシュタイン、レイリー卿、ジェームズ・ジーンズによって独立に発見された。